# José Luis Retana Gozalo
José Luis Retana Gozalo (Pedro Bernardo, 12 marzo 1953) è un vescovo cattolico spagnolo, dal 15 novembre 2021 vescovo di Ciudad Rodrigo e di Salamanca.

## Biografia
José Luis Retana Gozalo è nato a Pedro Bernardo il 12 marzo 1953.

### Formazione e ministero sacerdotale
Nel 1964 è entrato nel seminario minore di Arenas de San Pedro. Nel 1968 ha concluso gli studi liceali e nel 1971 ha terminato gli studi nel seminario minore di Avila. Nel 1976 ha conseguito la laurea in teologia presso la Pontificia Università di Salamanca. Ha proseguito gli studi universitari presso l'Università di Friburgo concludendoli presso la Pontificia Università di Salamanca discutendo una tesi di dottorato avendo per relatore il sacerdote Ricardo Blázquez Pérez. Ha seguito anche i corsi di geografia e storia presso l'Università Nazionale di Educazione a Distanza.
Il 29 settembre 1979 è stato ordinato presbitero per la diocesi di Avila nella chiesa parrocchiale di Pedro Bernardo da monsignor Felipe Fernández García. In seguito è stato formatore e professore del collegio diocesano "La Asunción" di Avila dal 1979 al 1993; incaricato della cura pastorale delle parrocchie rurali di Albornos, Muñomer del Peco e Narros de Saldueña dal 1980 al 1983; coordinatore generale dell'equipe formativa collegio diocesano "La Asunción" di Avila dal 1990 al 1993; membro del gruppo di incaricati per la pastorale vocazionale dal 1991 al 1993; rettore del seminario della diocesi di Avila a Salamanca dal 1993 al 1999; vicario episcopale per le relazioni con le istituzioni dal dicembre del 1997 al giugno del 2006; segretario particolare del vescovo dal 1998 al 2005; vicario parrocchiale della parrocchia del Cuore Immacolato di Maria ad Avila dal settembre del 1999 al 2003; responsabile della commissione diocesana per il patrimonio e i beni culturali della Chiesa dal febbraio del 2000 al 2006; canonico della cattedrale di Avila dal marzo del 2002; assistente ecclesiastico della Fraternità di Comunione e Liberazione dal 2002; di nuovo rettore del seminario della diocesi di Avila a Salamanca dal 2003 al 2012; direttore del Centro di educazione speciale per pazienti psichici "Santa Teresa" dal novembre del 2002 al settembre del 2003 e dal dicembre del 2003; incaricato della cura pastorale delle parrocchie rurali di Aldeaseca, Villanueva del Aceral, Tornadizos de Arévalo e Donvidas dal 2007 al 2012; delegato episcopale per le istituzioni diocesane dell'insegnamento, parroco della parrocchia di San Pedro Bautista Blásquez ad Avila e arciprete dal 1º settembre 2012 e presidente del capitolo della cattedrale dal 2015. È stato anche membro del consiglio presbiterale dal gennaio del 1998 e del collegio dei consultori dal luglio dello stesso anno.

### Ministero episcopale
Il 9 marzo 2017 papa Francesco lo ha nominato vescovo di Plasencia. Ha ricevuto l'ordinazione episcopale il 24 giugno successivo dal cardinale Ricardo Blázquez Pérez, arcivescovo metropolita di Valladolid, co-consacranti l'arcivescovo metropolita di Mérida-Badajoz Celso Morga Iruzubieta e il vescovo di Avila Jesús García Burillo.
Il 15 novembre 2021 papa Francesco lo ha nominato vescovo di Ciudad Rodrigo e di Salamanca, avendo unito in persona episcopi le due sedi. L'8 gennaio 2022 ha preso possesso della diocesi di Ciudad Rodrigo, il giorno seguente della diocesi di Salamanca.
In seno alla Conferenza episcopale è membro della commissione per l'educazione e la cultura dal marzo del 2020. In precedenza è stato membro della commissione per l'insegnamento e la catechesi dal novembre del 2017 al 2020.
È anche gran cancelliere della Pontificia Università di Salamanca dall'aprile del 2022.
Ha pubblicato alcuni libri di temi storici.

## Genealogia episcopale
La genealogia episcopale è:
- Cardinale Scipione Rebiba
- Cardinale Giulio Antonio Santori
- Cardinale Girolamo Bernerio, O.P.
- Arcivescovo Galeazzo Sanvitale
- Cardinale Ludovico Ludovisi
- Cardinale Luigi Caetani
- Cardinale Ulderico Carpegna
- Cardinale Paluzzo Paluzzi Altieri degli Albertoni
- Papa Benedetto XIII
- Papa Benedetto XIV
- Papa Clemente XIII
- Cardinale Marcantonio Colonna
- Cardinale Giacinto Sigismondo Gerdil, B.
- Cardinale Giulio Maria della Somaglia
- Cardinale Carlo Odescalchi, S.I.
- Cardinale Costantino Patrizi Naro
- Cardinale Serafino Vannutelli
- Cardinale Domenico Serafini, Cong.Subl. O.S.B.
- Cardinale Pietro Fumasoni Biondi
- Cardinale Antonio Riberi
- Cardinale Ángel Suquía Goicoechea
- Cardinale Antonio María Rouco Varela
- Cardinale Ricardo Blázquez Pérez
- Vescovo José Luis Retana Gozalo